# Fosinopril
Fosinopril is een ACE-remmer die wordt gebruikt bij hoge bloeddruk en hartfalen.  
Fosinopril wordt in de lever gemetaboliseerd tot de actieve metaboliet fosinoprilaat. Het middel bereikt na drie tot zes weken het volledige effect op de bloeddruk.
Het geneesmiddel bestaat uit een mengsel van twee diastereomeren.